# فروه مغاویر (روستا)
 فروه مغاویر (در عربی:  فَروَة المَغاویر )
نام روستایی است در دهستان فَروَة از توابع استان صَعده در کشور یمن در شبه جزیره عربستان.

## جمعیت
جمعیت آن (۱۰۶ ) نفر (۹ خانوار) می‌باشد.